# ترانسفورماتور امپدانس ربع‌موج

استفاده از خط انتقال به عنوان ترانسفورماتور امپدانس

یک ترانسفورماتور امپدانس ربع‌موج (به انگلیسی: quarter-wave impedance transformer) یا ترانسفورماتور امپدانس چارک‌موج، که اغلب به عنوان ترانسفورماتور امپدانس λ/۴ (به انگلیسی: λ/4 impedance transformer)نوشته می‌شود، یک خط انتقال یا موجبر موجی است که در مهندسی برق به درازای یک‌چهارم طول‌موج (λ) که با مقداری امپدانس معلوم پایانیده، استفاده می‌شود. در ورودی خود امپدانس دوگانی را که با آن پایانیده نشان می‌دهد.
رابطه بین امپدانس مشخصه، Z0، امپدانس ورودی، Zin و امپدانس بار، ZL به صورت زیر است: {\displaystyle {\frac {Z_{\mathrm {in} }}{Z_{0}}}={\frac {Z_{0}}{Z_{L}}}}
جایگزین‌های ترانسفورماتور امپدانس ربع‌موج شامل مدارهای فشرده هستند که می‌توانند عملکرد مبدل امپدانس را تولید کنند و شاخک‌هایی برای تطبیق امپدانس.

## کاربردها

فیلتر پایین‌گذر (رویی) با عناصر فشرده را می‌توان به طرحی تبدیل کرد که سلف‌ها را حذف می‌کند و حاوی خازن‌ها است فقط با استفاده از وارون‌گرهای J و در نتیجه یک طرح ترکیبی عناصر فشرده و عناصر گسترده ایجاد می‌شود.

در فرکانس‌های رادیویی با فرکانس‌های وی‌اچ‌اف بالا یا بالاتر تا فرکانس‌های ریزموج، یک چهارم طول‌موج به‌اندازه کافی کوتاه است تا این جزء را در بسیاری از محصولات بگنجاند، اما آنقدر کوچک نیست که نتوان آن را با استفاده از محدوده‌خطاهای مهندسی معمولی ساخت، و در این فرکانس‌ها است که افزاره اغلب با آن مواجه می‌شود. این به ویژه برای ساخت یک سلف از یک خازن مفید است، زیرا طراحان دومی را ترجیح می‌دهند.
کاربرد دیگر زمانی است که برق دی‌سی باید به یک خط انتقال تغذیه شود، که ممکن است برای تغذیه یک افزاره فعال متصل به خط، مانند ترانزیستور کلیدزنی یا دیود خازنی، لازم باشد. یک منبع ولتاژ دی‌سی ایدئال دارای امپدانس صفر است، یعنی یک اتصال کوتاه ارائه می‌دهد و اتصال کوتاه مستقیماً از طریق خط مفید نیست. تغذیه در دی‌سی از طریق یک ترانسفورماتور λ/۴ (لاندا چهارم)، اتصال کوتاه را به یک مدار باز تبدیل می‌کند که تأثیری بر سیگنال‌های روی خط ندارد. به همین ترتیب، یک مدار باز می‌تواند به یک اتصال کوتاه تبدیل شود.
این افزاره می‌تواند به عنوان یک قطعه در یک فیلتر استفاده شود و در این کابردی گاهی به عنوان یک مبدل شناخته می‌شود زیرا وارون ریاضی یک امپدانسی را تولید می‌کند. وارون‌گرهای امپدانس را نباید با معنای رایج تر وارون‌گر قدرت برای دستگاهی که عملکرد معکوس یکسوکننده دارد، اشتباه گرفت. مبدل یک اصطلاح کلی برای کلاس مدارهایی است که وظیفه وارون‌سازی امپدانس را دارند. چنین مدارهایی زیادی وجود دارند و این اصطلاح لزوماً به معنای ترانسفورماتور λ/۴ نیست. رایج‌ترین کاربرد وارون‌گرها، تبدیل طراحی فیلتر LC دو عنصری مانند شبکه نردبانی به فیلتر یک عنصری است. به همین ترتیب، برای فیلترهای میان‌گذر، یک فیلتر نوع دوتشدیدگر (تشدیدگرها و پادتشدیدگرها) را می‌توان به یک نوع یک‌تشدیدگر تبدیل کرد. وارون‌گرها بسته به اینکه آیا امپدانس سِری را وارون می‌کنند یا ورودی موازی را به عنوان وارون‌گر K یا وارون‌گر J طبقه‌بندی می‌کنند. فیلترهایی که دارای وارون‌گرهای λ/۴ هستند فقط برای کاربردهای باند باریک مناسب هستند. این به این دلیل است که خط ترانسفورماتور امپدانس تنها دارای طول الکتریکی صحیح λ/۴ در یک فرکانس خاص است. هرچه سیگنال از این فرکانس دورتر باشد، ترانسفورماتور امپدانس عملکرد وارون‌گری امپدانس را با دقت کمتری بازتولید می‌کند و با دقت کمتری مقادیر عنصر طراحی اصلی فیلتر با عنصر فشرده را نشان می‌دهد.

## نگره عملیاتی

ترانسفورماتورهای ربع‌موج در نمودار امپدانس اسمیت نشان داده شده‌اند. با نگاه به باری که از طول خط انتقال بدون اتلاف می‌گذرد، امپدانس نرمال شده با افزایش ، به دنبال دایره آبی تغییر می‌کند. در ، امپدانس نرمال شده در مرکز نمودار بازتاب می‌شود.

امواج ایستا روی خط انتقال با بار مدار باز (بالا) و بار اتصال کوتاه (پایین). نقاط سیاه نشان دهنده الکترون‌ها هستند و فلش‌ها میدان الکتریکی را نشان می‌دهند. در فاصله یک چهارم طول‌موج از مدار باز، نوسانات جریان و ولتاژ دقیقاً مشابه یک اتصال کوتاه است و بالعکس. این نشان دهنده این واقعیت است که مدار باز دوگانی برای اتصال کوتاه است.

خط انتقالی که در مقداری امپدانس ، ZL، که با امپدانس مشخصه، Z 0 متفاوت است، پایانیده است، منجر به بازتاب موجی از پایانش به منبع خواهد شد. در ورودی خط، ولتاژ بازتابی به ولتاژ تابنده اضافه می‌شود و جریان بازتابی از جریان تابنده کم می‌کند (به دلیل اینکه موج در جهت مخالف درحال‌حرکت است). نتیجه این است که امپدانس ورودی خط (نسبت ولتاژ به جریان) با امپدانس مشخصه متفاوت است و برای خطی به طول l برابر با:
{\displaystyle Z_{\mathrm {in} }=Z_{0}{\frac {Z_{L}+Z_{0}\tanh(\gamma l)}{Z_{0}+Z_{L}\tanh(\gamma l)}}}
دراینجا γ ثابت انتشار خط است.
یک خط انتقال بسیار کوتاه، مانند مواردی که در اینجا در نظر گرفته شده‌اند، در بسیاری از موقعیت‌ها اتلاف قابل‌توجهی در طول خط نخواهد داشت و ثابت انتشار را می‌توان به عنوان ثابت فاز کاملاً فرضی در نظر گرفت، iβ و بیان امپدانس تقلیل میابد به،
{\displaystyle Z_{\mathrm {in} }=Z_{0}{\frac {Z_{L}+iZ_{0}\tan(\beta l)}{Z_{0}+iZ_{L}\tan(\beta l)}}}
از آنجایی که β همان عدد موج زاویه‌ای است،
{\displaystyle \beta ={\frac {2\pi }{\lambda }}\ ,}
برای خط یک چهارم طول‌موج،
{\displaystyle l={\frac {\lambda }{4}}\ ,} {\displaystyle \beta l={\pi  \over 2}\ ,}
و امپدانس با در نظر گرفتن حد آرگومان تابع تانژانت به {\displaystyle \pi  \over 2} ، می‌شود
{\displaystyle Z_{\mathrm {in} }=\lim _{\beta l\rightarrow \pi /2}{Z_{0}{\frac {Z_{L}+iZ_{0}\tan({\beta l})}{Z_{0}+iZ_{L}\tan({\beta l})}}}=Z_{0}{\frac {iZ_{0}}{iZ_{L}}}={\frac {{Z0}^{2}}{Z_{L}}}}
که همان شرط امپدانس دوگان است؛ {\displaystyle {\frac {Z_{\mathrm {in} }}{Z_{0}}}={\frac {Z_{0}}{Z_{L}}}}

## جایگزین‌ها

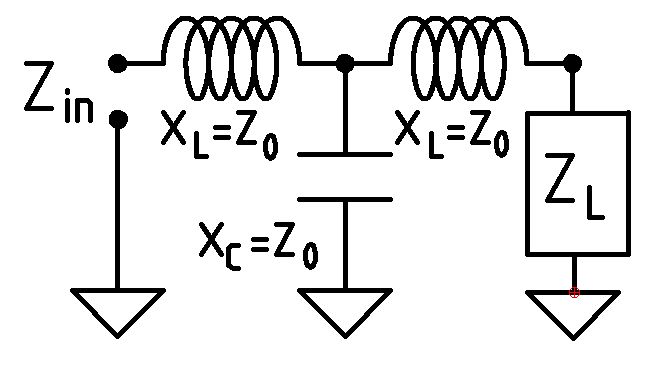
معادل فشرده خط انتقال فوق. این یکی از چهار تحقق ممکن شبکه است.

خواص مشابهی را می‌توان با استفاده از یک شبکه "T" یا "PI" متشکل از عناصر فشرده که هر یک دارای راکتانسی برابر با Zo خط انتقال یک‌چهارم طول‌موج (λ) شبیه‌سازی شده است، تحقق بخشید. این درک از ترانسفورماتور در فرکانس‌های پایین‌تر مفید است، جایی که یک خط انتقال ربع‌موج به‌طور غیرعملی دراز است. مانند خط انتقال فیزیکی، رابطه بین امپدانس مشخصه، Z0، امپدانس ورودی، Zin و امپدانس بار، ZL برقرار است:
{\displaystyle {\frac {Z_{\mathrm {in} }}{Z_{0}}}={\frac {Z_{0}}{Z_{L}}}}
ترانسفورماتور ربع‌موج جایگزینی برای یک شاخک است. اما، در حالی که یک شاخک در یک مدار اتصال‌کوتاه (یا باز) پایانیده شده و طول آن طوری انتخاب می‌شود که تبدیل امپدانس مورد نیاز را ایجاد کند، ترانسفورماتور λ/۴ در سِری با بار است و طول و امپدانس مشخصه آن برای تولید تبدیل امپدانس مورد نیاز طراحی شده است. ترانسفورماتور ربع‌موج زیرمجموعه ای از روش‌های تطبیق خط سِری (بخشی) است.

## یادداشت
1. 1 2  Matthaei et al, pp.144-149.
2. ↑  Bhat & Koul, p.686.
3. ↑  Bhat & Koul, pp.601-602.
4. ↑  A 2-element-kind network is one consisting of only two kinds of elements, that is, LC, RC or RL circuits.
5. ↑  The K and J notation originates in archaic symbols for impedance and admittance respectively. The K is the same K that makes an appearance in the well known constant-k filter and the K parameter is defined for inverters of lumped-element design in exactly the same way as it is defined for the constant-k filter. For a λ/4 transformer the difference is moot, the same device will serve as a K-inverter with an inverter parameter of K=Z0 or equally as a J-inverter with an admittance inverter parameter of J=Y0, the characteristic admittance (=1/Z0).
6. ↑  Matthaei et al, pp.434-435.
7. 1 2  Connor, pp.13-16.
8. ↑  C. G. Brennecke, "Equivalent T and Pi Sections for the Quarter-Wavelength Line," in Proceedings of the IRE, vol. 32, no. 1, pp. 15-17, Jan. 1944, doi: 10.1109/JRPROC.1944.232735.